# Mina (Relizane)
Pour les articles homonymes, voir Mina.
Mina est l'une des villes de la Mauritanie césarienne, située à l'ouest de la capitale Césarée de Maurétanie. Le site est à 4 km du centre-ville  de Relizane et se situe exactement dans la nouvelle ville Adda Benaouda  (Bourmadia). Il a été classé site archéologique par le ministère algérien de la Culture et des Arts en 2019.

## Géographie

### Localisation
La ville est située au milieu de nombreux points stratégiques importants tels que :

Carte montrant Mina dans l’ouest de la Maurétanie césarienne vers 150

## Histoire
L'existence de la ville remonte, selon les preuves archéologiques, au II avant J.-C. Les Romains divisèrent l'Afrique du Nord en provinces selon une politique spécifique visant à renforcer leur contrôle sur la région. 
Époque romaine
La Maurétanie  Césarienne était la plus vaste de ces provinces, s'étendant de la vallée de la Moulouya à celle du fleuve ampsaga . Elle fut soumise aux Romains immédiatement après l'accession au pouvoir de Caligula en 40 apr. J.-C., et toutes ses villes, y compris Mina, dépendaient de la capitale, Césarée.
La ville a été le témoin de nombreux événements historiques importants, tels que les révolutions locales et contre les politiques des empereurs romains en Afrique du Nord. Cependant, elle a vécu un âge d'or entre le II et le III siècle après J.-C.
Époque vandale
La ville a continué d'exister jusqu'à la fin du règne vandales en Afrique du Nord. De nombreux objets provenant de fouilles sur le site, dont une parure de bijoux témoin de l'implantation vandale dans la ville, sont intégrés aux collections du musée d'Archéologie nationale de Saint-Germain-en-Laye .

## Culte

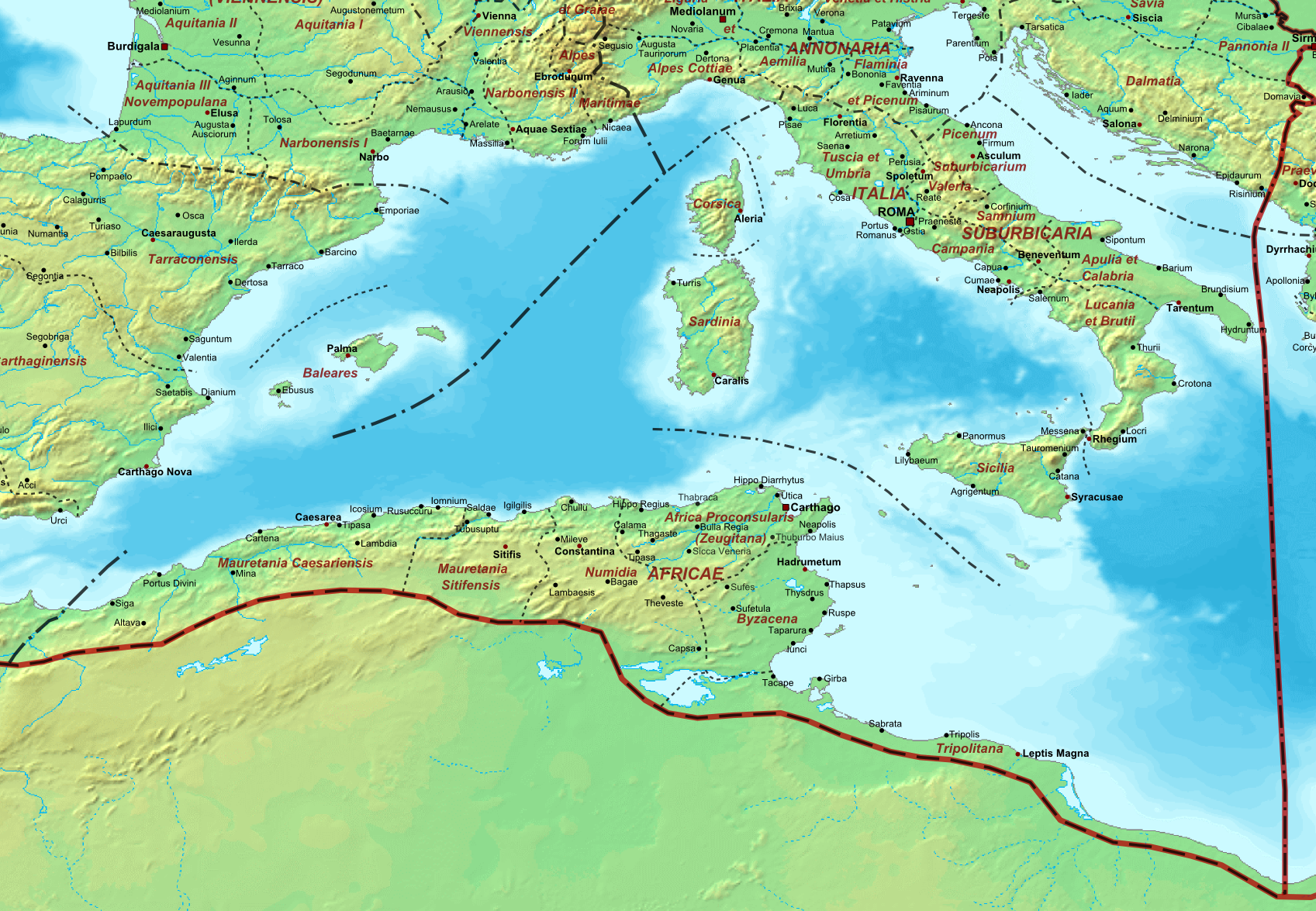
Carte de l'Empire romain vers 400 après J.-C., montrant la division administrative en diocèses et provinces, ainsi que les principales villes.

### Christianisme
Au Ier siècle de notre ère, le christianisme émergea comme nouvelle religion en Palestine, attirant un grand nombre d'adeptes, ce qui poussa les Romains à chercher à éliminer le Christ et ses disciples. Cependant, il se répandit rapidement en Anatolie, en Égypte et en Afrique du Nord .
Entre les IIe et IIIe siècles de notre ère, un diocèse fut établi dans la ville, avant que Constantinople n'adopte le christianisme parmi les grands rassemblements chrétiens auxquels participèrent les prêtres de la ville figura le concile de Carthage en 484 et 525, durant la période vandale, qui fut le théâtre de violentes révoltes entre factions ariennes et donatistes locales.

## Héritage
De nombreux objets provenant de la ville de Mina sont conservés dans les musées régionaux algériens ,comme musée Ahmed Zabana et musée Abdelmadjid Meziane à Chlef mais l'ensemble archéologique le plus important est exposé au musée d'Archéologie nationale de Saint-Germain-en-Laye. Les artefacts les plus importants qui y sont rassemblés sont :
1. 70 lampes ;
2. 163 pièces de monnaie ;
3. Mobilier funéraire de la tombe d'un nouveau-né inhumé dans une amphore ;

## Référencement